# Ostenstraße 15 (Eichstätt)

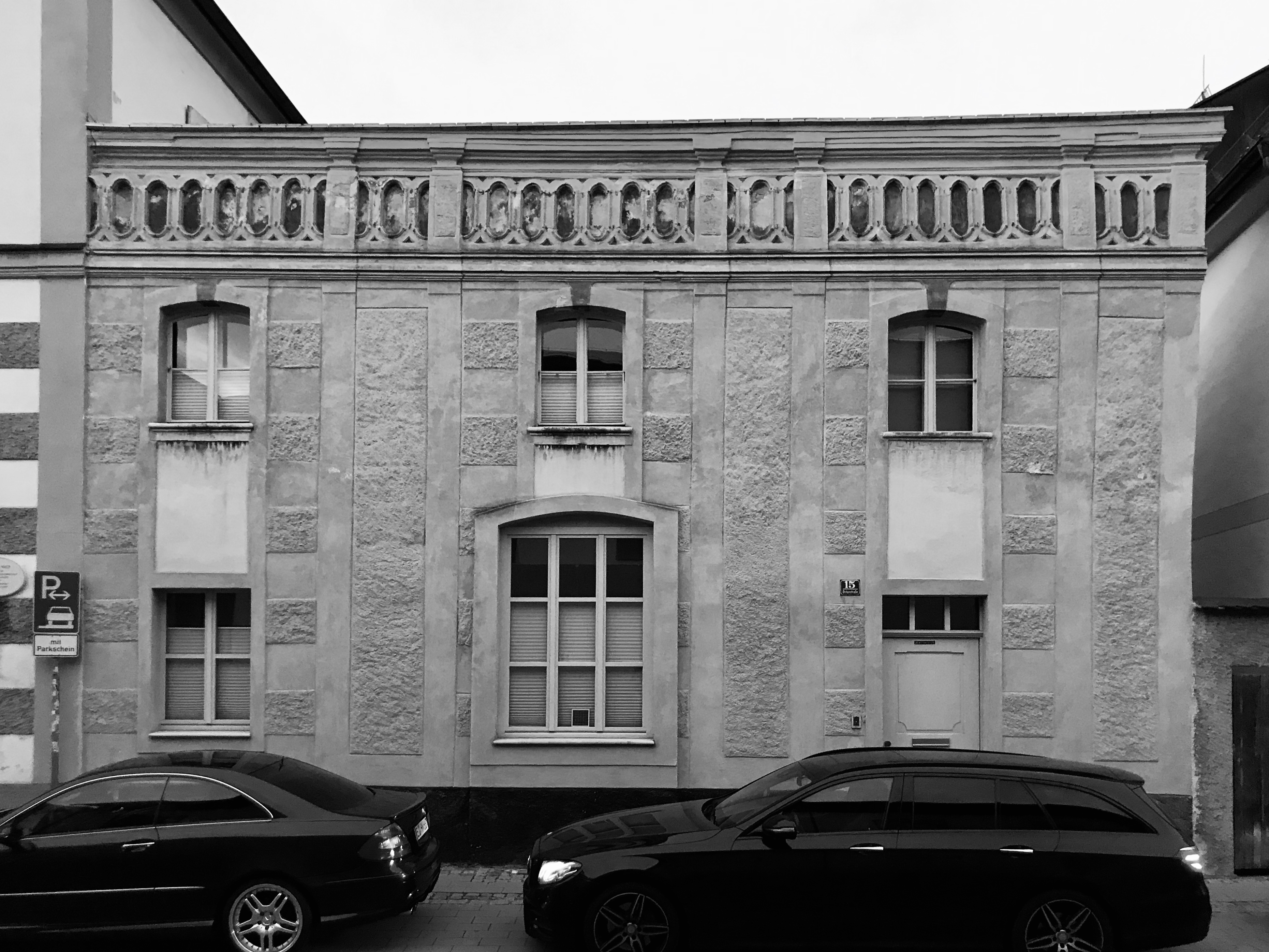
Straßenfassade

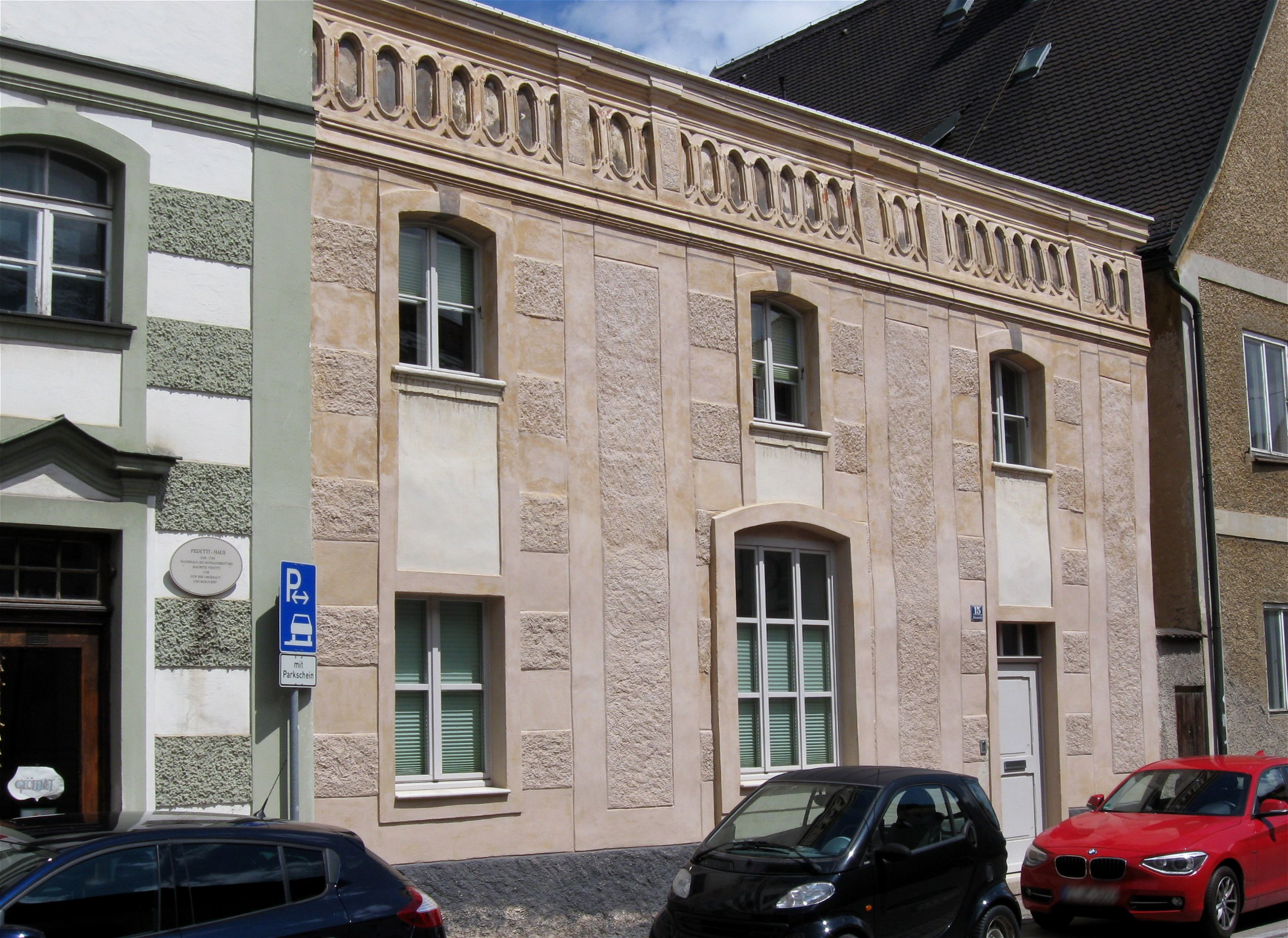
Straßenflucht

Die Ostenstraße 15 ist ein Wohn- und Geschäftshaus in der Ostenvorstadt von Eichstätt, das 1768 nach Plänen von Maurizio Pedetti errichtet wurde. Das barocke Ökonomiegebäude ist unter der Aktennummer D-1-76-123-168 in der Denkmalliste Bayern eingetragen.

## Geschichte und Architektur
Es handelt sich um einen Pultdachbau. Er besitzt eine Blendbalustrade vor dem Kalkplattendach und eine reiche Putzgliederung. Es war ursprünglich das Nebengebäude von Hausnummer 13, erkennbar an der Gliederung der Putzrustika und an den stichbogigen Fensterformen des ersten Obergeschosses. Sie wurden im Jahr 1895 getrennt. Nach und nach verlor das Haus sein ursprüngliches Fassadenbild und so beauftragte der damalige Stadtbaumeister die Münchner Architekten Hild und Kaltwasser, das nicht mehr im Urzustand befindliche Haus wieder rückzubauen. In den Jahren von 1997 bis 1999 bauten Andreas Hild und Tillmann Kaltwasser es zu einer Bar und einem Wohnhaus um. Lediglich der halbrunde zentral gelegene Erker im Erdgeschoss konnte nicht mehr umgesetzt werden.

## Baudenkmal
Die ehemalige Schlosserei steht unter Denkmalschutz und ist im Denkmalatlas des Bayerischen Landesamtes für Denkmalpflege und in der Liste der Baudenkmäler von Eichstätt eingetragen.